# 에스타디오 누에보 미란디야
누에보 미란디야(스페인어: Nuevo Mirandilla)는 스페인 카디스에 있는 축구 경기장이다. 이 구장은 카디스의 안방 구장이다. 1955년 9월 3일 개장 당시 경기장 명칭은 라몬 데 카란사 경기장(스페인어: Estadio Ramón de Carranza)이었다. 이 구장은 개장 이래 두 차례 재건되었다. 현재 25,033명을 수용할 수 있는 이 구장은 스페인에서 24번째로 큰 경기장이며, 안달루시아에서 5번째로 큰 경기장이다.

## 역사
경기장은 1955년 9월 3일에 개장하였다. 그로부터 1달 전인 8월 6일, 호세 레온 데 카란사 카디스 시장, 카사야 모랄레스 행사 책임자, 무뇨스 모나스테리오와 페르난데스 푸홀 두 건축가, 그리고 카디스의 회장과 부회장인 후안 라몬 시예루엘로 몬테로와 라파엘 가르시아 세라노가 지켜보는 가운데 국기가 게양되었다. 총 15,000명을 수용할 수 있는 구장은 타원 모양으로 잔디 구장과 관중석 사이에 육상 트랙이 설치되었다. 개장 기념 경기는 바르셀로나와의 경기로 0-4로 패했다. 이 중 두 골은 비야베르데가, 1골은 루이스 수아레스가, 그리고 마지막 1골은 쿠벌러가 터뜨렸다.
경기장은 1984년에 4개월 동안 재건축되었는데, 주 스탠드가 철거되고 재건되었으며, 나머지 스탠드도 새로 단장했고, 육상 트랙은 제거되어 잔디구장과 관중석 간 거리가 가까워졌다. 경기장을 재건하면서 주 스탠드에 지붕이 달렸다. 경기장의 수용 인원도 재건을 끝내면서 23,000명을 수용할 수 있게 되었다. 2002년 2월 8일, 테오필라 마르티네스 카디스 시장은 카란사 신구장 계획을 처음으로 발표했다.. 눈에 띄는 주요 변화로는 경기장 내의 상업 구역의 확장이 있었는데, 이 구역이 5,000m2 정도로 확장되었다.
2차 재건은 2003년부터 2012년까지 진행되었는데, 4개의 스탠드가 모두 철거되고 다시 지어졌고, 남쪽 스탄드(Fondo Sur)를 시작으로 동쪽 스탠드(Preferente)를 2003년과 2005년 사이에 작업했다. 이후 북쪽 스탠드(Fondo Norte)가 2006년부터 2008년까지 다시 지어졌다. 가장 마지막으로 주 스탠드(Tribuna)가 새로 지어졌는데, 가장 큰 스탠드는 8,281석 규모로 지붕이 달린 유일한 스탠드는 2009년부터 2012년까지 재건되었다.
25,033석짜리 신구장은 94,938m2의 규모를 자랑했고, 31,555m2의 지하주차장에 900대의 차를 네 스탠드 밑에 댈 수 있었고, 상업 구역의 총 면적은 23,349m2에 달했고, 28,714m2의 영역이 주 스탠드 쪽에 호텔로 운영되었다. 재건에 투자된 비용은 €68M의 공금으로 진행되었다. 스페인 국가대표팀은 몰타를 상대로 유로 2020 예선전을 라몬 데 카란사에서 2019년 11월 15일에 처음 치렀다. 경기는 스페인의 7-0 완승으로 끝났다.

## 교통편
누에보 미란디야는 대중교통으로 접근 가능하다

### 철도
경기장에서 가장 가까운 역은 경기장 역으로, 카디스-헤레스 선의 모든 통근열차가 멈춘다. 카디스-세비야선 완행 열차도 이 역에 정차한다.

### 버스
3개의 버스 노선을 통해 이 구장에 접근 가능하다. 경기장 앞의 레온 데 카란사가로 1번 버스가, 2번 버스가 로레토 구 인근에, 그리고 5번 버스가 보건소가를 통해 경기장에 도달할 수 있다.